# Яремчук Юрій Григорович
Ю́рій Григо́рович Яремчу́к  (нар. 18 червня 1951 року) – композитор, мультиінструменталіст, художник, поет.

## Життєпис
Юрій Яремчук є одним з найкращих саксофоністів і кларнетистів України та світу. Створює музику в напрямках академічного авангарду та вільної імпровізації. 
У творчому доробку музиканта кілька десятків музичних альбомів і безліч концертів та перформенсів, як сольних, так і у співпраці з такими музикантами, як: Claudia Binder и Marcus Eichenberger (Швейцарія), Jim Menesis, Ken Vandermark, Dave Rempis, Tim Daisy, Michael Zerang, Fred Frith (США), Heinz-Erich Goedecke, Hans Schutler, Klaus Kugel (Німеччина), Магнус Бро (Швеція), Joachim Mencel, Mikolaj Trzaska (Польща), Джон Сурман, Владимир Миллер (Велика Британія), Езас Микашис (Литва), Вячеслав Назаров, Герман Лукьянов, Сергей Летов, Владислав Макаров, Михаил Жуков, Алексей Лапин (Росія), Олександр Нестеров, Марк Токар, Ігор Гнидин, Андрій Орел, Сергій Зеленський, Олександр Фразе-Фразенко (Україна) та багато інших. 
Юрій Яремчук відкриває нові можливості звуку і музики, володіє найсучаснішими техніками гри на духових інструментах і якнайглибше досліджує звукові тканини.

## Найпопулярніші диски
Yuri Yaremchuk, Mark Tokar, Klaus Kugel
Yatoku, 2007 (CD, Mini LP, Not Two)
Christophe Rocher, Jean Quillivic, Roman Ros, Yuri Yaremtchuk
Closed Mountains, 2000 (CD, Landy Star Music/Jazzland)
Yuri Yaremtchuk
Duets, 2001 (CD, Landy Star Music/Jazzland)
| Джазмен | Це незавершена стаття про джаз чи джазового виконавця. Ви можете допомогти проєкту, виправивши або дописавши її. |